# Anatolij Mohiljow
Anatolij Wolodymyrowytsch Mohiljow (* 6. April 1955 in Petropawlowsk-Kamtschatski) ist ein ukrainischer Politiker. Er war vom März 2010 bis zum November 2011 Innenminister im Kabinett von Mykola Asarow und von November 2011 bis Februar 2014 der bisher letzte legitime Ministerpräsident der Autonomen Republik Krim vor der Annexion durch Russland.

## Leben
Mohiljow absolvierte zunächst ein Studium der Physik und war als Physiklehrer tätig. Im Jahr 1982 wechselte er in das Innenministerium und arbeitete für die Kriminalpolizei. Er absolvierte im Jahr 1993 die Hochschule des ukrainischen Innenministeriums und war zunächst in Artemiwsk, später dann in Makijiwka städtischer Polizeichef.
Im Jahr 2007 wurde er Polizeichef der Autonomen Republik Krim im Range eines Generalmajors. Während seiner Tätigkeit auf der Krim kam Mohiljow wiederholt in Konflikte mit den Krimtataren und mit seinem Vorgesetzten, dem damaligen ukrainischen Innenminister Jurij Luzenko. Luzenko suspendierte Mohiljow schließlich von seinem Amt, da dieser offizielles Mitglied des Wahlkampfstabes von Wiktor Janukowytsch geworden war und diese Position nach den Gesetzen der Ukraine nicht mit seinem Amt vereinbar war.
Nach dem Sieg Janukowytschs bei den Präsidentschaftswahlen in der Ukraine 2010 wurde Mohiljow zum Innenminister der Ukraine ernannt. Seine Ernennung wurde von den Krimtataren heftig kritisiert. Ein gegen ihn in der Werchowna Rada eingebrachter Abwahlantrag erreichte im Juni 2010 nicht die erforderliche Mehrheit der Stimmen.
Wiederholt wurde Mohiljow von seinen politischen Gegnern vorgeworfen, dass er die ukrainische Sprache nicht beherrsche. Im August 2010 ermahnte Präsident Janukowytsch ihn daher öffentlich und riet ihm, das Ukrainische zu erlernen. Mohiljow sagte dies zu und berichtete bald darauf die Sprache nun weitgehend zu beherrschen. Im November 2011 wurde Mohiljow von Janukowytsch als Innenminister entlassen und gleichzeitig zum Ministerpräsidenten der Krim ernannt.
Nachdem zu Beginn der Annexion der Krim durch Russland 2014 prorussische Milizen Regierungs- und Parlamentsgebäude besetzt hatten, erklärte das Parlament der Halbinsel am 27. Februar die Regionalregierung für abgesetzt. Zum Nachfolger von Mohiljow wählten die Abgeordneten den Vorsitzenden der Partei Russische Einheit, Sergei Aksjonow. Übergangspräsident Oleksandr Turtschynow erklärte diese als ungesetzlich.
Drei Tage nach seiner Abwahl reiste Mohiljow von der Krim nach Kiew aus.